# St. Christoph (Köln)

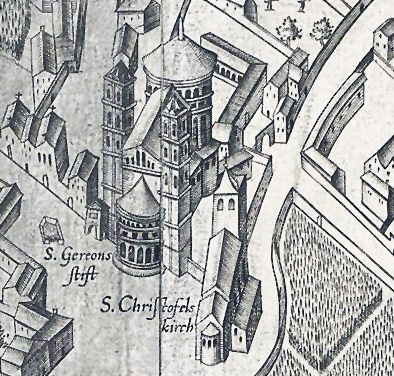
St. Gereon und Pfarrkirche St. Christoph 1571

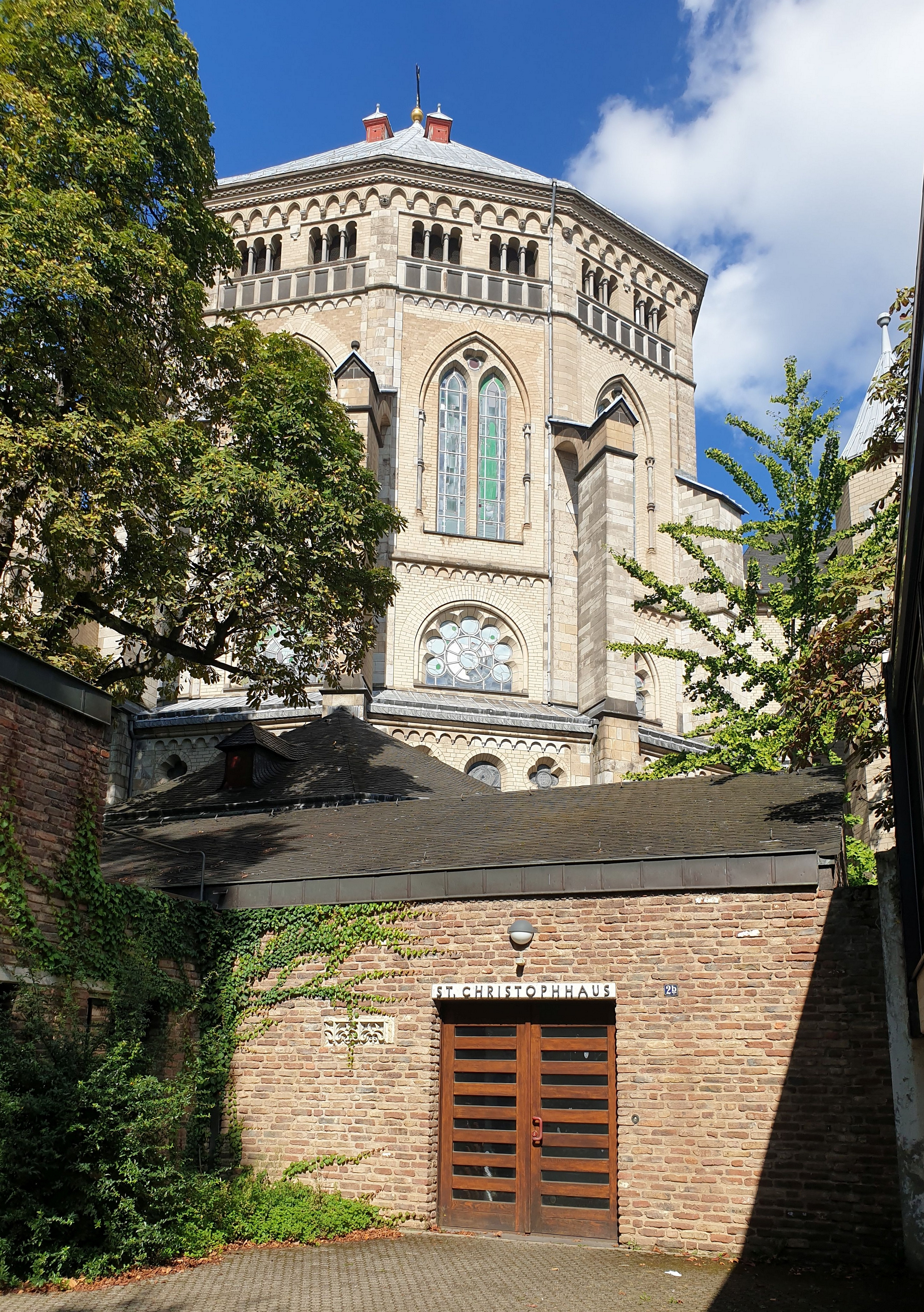
St. Gereon und das St. Christophhaus

St. Christoph war die zum Kölner Stift St. Gereon gehörige katholische Pfarrei und Pfarrkirche. Sie wurde erstmals 1172 erwähnt und 1806 abgerissen. Die Kirche lag etwa 15 m vom nördlichen Turm des Stiftchores von St. Gereon.
Der erste Bau entstand aus einer dem heiligen Christophorus geweihten Kapelle, die zuvor dem Propst des Gereonstifts gedient hatte. Etwa 1190 wurde sie zur Pfarrkirche erhoben.
Im Jahr 1219 wurde eine neugebaute Pfarrkirche eingeweiht, die später nach Süden durch ein Querschiff erweitert wurde. Im Rahmen der Säkularisation, als die Kölner Stifte unter französischer Besatzung aufgehoben wurden, übernahm St. Gereon die Funktion der Pfarrkirche.
St. Christoph wurde 1803 geschlossen und in einer Versteigerung verkauft. 1806 wurde der Kirchenbau und 1837 die Umfassungsmauern mit dem Küsterbau niedergelegt.
Später wurde die neue Christophstraße über das ehemalige Kirchengelände geführt. Das Gemeindehaus der katholischen Pfarrei St. Gereon trägt in Erinnerung an die Pfarrkirche den Namen St. Christophhaus.